# ビサコジル
ビサコジル（英: Bisacodyl)は、瀉下薬として用いられる有機化合物である。結腸を刺激し、排便を促す作用がある。
慢性的な便秘の緩和、神経因性消化管障害の管理、および健康診断の際の大腸内視鏡検査の前処理として処方される。1953年に初めて下剤として使用された。WHO必須医薬品モデル・リストに収録されている。

## 作用機序
腸管神経系を刺激して結腸の収縮を引き起こし、蠕動運動を促す。接触性下剤でもあり、水分と塩分の分泌を促進する。小腸に対する作用はごくわずかで、刺激性下剤としては主に結腸からの排泄に作用する。結腸における水分の吸収を抑制し、腸内水分を増加させる作用もある。

## 製品
日本では医療用医薬品の日本薬局方ビサコジル坐剤のほか、一般用医薬品の便秘薬「ビューラック」（皇漢堂製薬）、「スルーラック」（エスエス製薬）、「コーラック」（大正製薬）にも配合されている。

## 投薬管理
ビサコジルを経口投与する場合、通常は朝食時に服用する。経口投与では8時間ほどは効果が現れず、その後突然、比較的速やかに効果が現れることが知られている。これは、1回に10mg以上服用した場合に特にこの傾向が強い。通常、投与量は5ないし10mgであるが、処置前に腸を完全に洗浄する際には最大30mgを使用する。
坐剤として直腸に投与すると、通常15分ないし60分ほどで効果が現れる。坐剤として使用する場合は、胃結腸反射と同期させるため、朝食後にビサコジルを投与すると効果的である。より強力な作用が必要な場合は、一度に2つの坐剤を使用することができる。最初の排泄から数時間後、ビサコジルが排出されず直腸内に残っている限り、二次的な作用が続く。
市販の浣腸剤は通常5～20分で効果が生じる。

## 化学的性質
トリフェニルメタンの誘導体であり、フェノールフタレインと構造が類似している。化学式C22H19NO4、白色の結晶性粉末。酢酸に容易に溶け、アセトンにもやや溶けやすいがエタノールやジエチルエーテルには溶けにくい。水にはほとんど溶けない。融点は132～136℃。